# Чугунный колесопровод
Чугунный колесопровод — первая в России колейная железная дорога заводского пользования. Построена в 1788 году под руководством начальника Олонецких горных заводов Чарльза Гаскойна на Александровском пушечном заводе в городе Петрозаводске.
Железная дорога предназначалась для перевозки пушек и руды из доменного цеха в сверлильный, где находились вододействующие станки.

## Технические характеристики железной дороги
Шпалы чугунного колесопровода были изготовлены из чугуна, рельсы стальные, цельные, направление движущимся колёсам вагонеток придавало приложение гибкого пера остреи перевода.
Ширина между внутренними гранями рельсов около 0,8 метра.

## Подвижной состав
Подвижным составом чугунного колесопровода были вагонетки, на которых укладывался концами ствол пушки (от 3 до 5 метров). Схема распределения соответствовала четырёхосному вагону. По рельсам вагонетки двигали рабочие. Рельсы уголковые, имели однотавровое сечение. Высота головки 60 — 80 миллиметров, ширина 40 — 50 миллиметров, высота тавра 150—170 миллиметров, ширина по подошве до 150 миллиметров.
В дальнейшем чугунные колесопроводы использовались в 1810 году на Змеиногорском руднике (нынешний Алтайский край), отцом и сыном Черепановыми на Выйском заводе в 1830-х годах (в 1790 г. на Александровском заводе с целью ознакомления с его работой побывал Ефим Черепанов).

## Сеть чугунного колесопровода
Изначально железная дорога имела длину 173,5 метра, состояла из трёх участков: два внутри доменного цеха длиной 13 и 15,5 метров, третий из цеха в цех длиной около 145 метров).
На карте Александровского завода 1835 г. показана сеть чугунного колесопровода, соединявшего главный корпус завода (доменный. пушечный цеха), сверлильный и резной цеха.
Успешное применение чугунной железной дороги привело к расширению узкоколейной сети. В дальнейшем использовались более лёгкие пути, состоящие из чугунных шпал, на которых ставились железные полосы сечением 800 на 150 миллиметров с расстоянием от одной шпалы до другой около метра. К 1870-м годам между цехами завода была построена сеть железных дорог шириной колеи около 786 миллиметров.
В связи со строительством в 1905 году конно-железной дороги за территорию завода до пристани и лесной биржи колеёй 914 миллиметров, часть железных дорог внутри завода была перешита на эту колею. В 1922 году эта часть дороги была снова перестроена, перешита на колею 750 миллиметров и переведена на паровозную тягу (внутри завода к 1918 году появилась и дорога широкой колеи, являвшаяся частью ветки, связывающей Онежский тракторный завод с магистральной железной дорогой — частично разобрана в 2008—2009 годах).
После Великой Отечественной войны из узкоколейного внутреннего транспорта сохранилась лишь небольшая часть дороги, на которой испытывались производимые заводом узкоколейные мотовозы. Узкоколейная железная дорога Онежского завода была разобрана в 1956 году, когда завод был перепрофилирован на выпуск тракторов для лесной промышленности.

## Современное состояние
До настоящего времени сохранились фрагменты колесопровода, чугунный стрелочный перевод и чугунный скат вагонетки, на котором перевозились из доменного цеха пушки. Железную дорогу можно увидеть в
Губернаторском парке (во дворе Карельского государственного краеведческого музея; изначально данная часть дороги была выставлена в Голиковском парке) и при входе в Научно-технический
музей промышленной истории Петрозаводска (изначально эта часть колесопровода была выставлена у Заводского моста).